# Kościół św. Wawrzyńca w Zarębach
Kościół św. Wawrzyńca w Zarębach – rzymskokatolicki kościół parafialny należący do dekanatu Chorzele oraz diecezji łomżyńskiej.

## Historia
Od XVII wieku w Zarębach istniała parafia. Kościół pw. św. Wawrzyńca został zbudowany w 1775. To trzecia świątynia w tym miejscu. Jej fundatorem był chorąży zawkrzeński Antoni Zieliński. 
W czasie II wojny światowej kościół służył jako magazyn zbożowy. W 1945 notowano zniszczone filary wspierające strop.
Kościół był przebudowany w XIX wieku, a restaurowany w latach 1926–1930 i 1995–2000.
Kościół jest wpisany do rejestru zabytków (nr rej. A-379 z 3 lipca 1956).

## Architektura
Stoi na niewielkim wzgórzu w środku wsi, przy drodze Chorzele–Myszyniec. Kościół jest drewniany, na fundamencie betonowym, orientowany. Ściany wystawiono w konstrukcji zrębowej, są łączone na jaskółczy ogon i oszalowane. Więźba dachowa krokwiowa wzmocniona dwiema jętkami na wiązarach usztywnionych stolcami. Kościół ma trzy nawy, a prezbiterium jest tej samej szerokości co nawa główna, zamknięte prosto. Do prezbiterium po obu stronach dostawiono dwie dobudówki na planie prostokąta: od południa kruchtę, od północy zakrystię. W zachodniej części nawy głównej wydzielono przedsionek na planie prostokąta z kwadratowym gankiem krytym dwuspadowym dachem na sześciu słupach. Z boku nawy zbudowano kruchtę, która pełni funkcję kaplicy. Kościół ma rozczłonkowaną bryłę: nawy i niewielki ryzalit na zachodniej stronie są nakryte wspólnym dwuspadowym dachem. Dach we wschodniej części wieńczy sześcioboczna wieżyczka (sygnaturka) na ośmiu słupach zakończona cebulastym ośmiobocznym chełmem. Do kościoła prowadzą drewniane spągowe drzwi: do nawy głównej dwuskrzydłowe, do dobudówek jednoskrzydłowe. Wszystkie drzwi są szalowane w romby, zawieszone na kutych ozdobnych zawiasach. Drzwi do dobudówek od strony prezbiterium są drewniane, płycinowo-ramowe i jednoskrzydłowe. W nawach dwuskrzydłowe okna w drewnianych ramach, w prezbiterium prostokątne i zamknięte odcinkowo. W ścianie szczytowej nawy głównej okno jest kwadratowe, obramione prostymi listwami. Dach prezbiterium niższy niż dach nawy głównej i bocznych, trójpołaciowy, oddzielony od nawy półszczytem z dwoma okrągłymi oknami. Dachy dobudówek są dwu- i trójpołaciowe. Ślepy szczyt ryzalitu oraz półszczyty korpusu nawowego są oddzielone gzymsem i lambrekinowym fryzem. W górnej części szczytu ryzalitu zawieszono krucyfiks ludowy wykonany przez mieszkańca Zarąb, Teofila Książka. Elewacje południowa i północna są takie same. Wokół ścian pod wyraźnym gzymsem widoczny fryz lambrekinowy.
Ściany kościoła są od wewnątrz otynkowane. Dwie pary drewnianych słupów na murowanych cokołach dzielą wnętrze na nawy: główną i dwie boczne. Stropy naw i prezbiterium są tej samej wysokości. Na chór muzyczny prowadzą jednobiegowe drewniane schody. Chór jest umieszczony w ryzalicie, drewniany, z faliście wygiętą ścianą parapetową i płycinami z wykrojonymi narożami, z rozetami i lambrekinem. Stoi na dwóch słupach na murowanych cokołach. Prospekt organowy pochodzi z II połowy XIX wieku, a jedenastogłosowe organy datowane są na około 1930. Wykonał je Władysław Kamiński.   
W ołtarzu głównym obraz Matki Bożej Częstochowskiej oraz barokowe XVIII-wieczne rzeźby św. Mikołaja i niezidentyfikowanego biskupa. W jednym z bocznych ołtarzy obraz św. Rocha z I połowy XIX wieku. Ołtarz główny jest klasycyzujący, boczne – barokowe ludowe, podobnie jak ambona z rzeźbami czterech ewangelistów. Rzeźba Chrystusa w grobie pochodzi z XVI–XVIII wieku, kielich z 1757 z kościoła w Brodowych Łąkach. W wyposażeniu kościoła jest też relikwiarz kartuszowy z barokową stopą z I połowy XVIII wieku oraz współczesnych barokowo-ludowych krucyfiksów. 
Kubatura kościoła to 3218 m³, powierzchnia użytkowa wynosi 246,2 m². Wymiary kościoła to 10,8 m na 10,5 m.
Podobne rozplanowanie i konstrukcję ma kościół z Drążdżewa obecnie stojący na terenie Muzeum Wsi Mazowieckiej w Sierpcu.

## Galeria

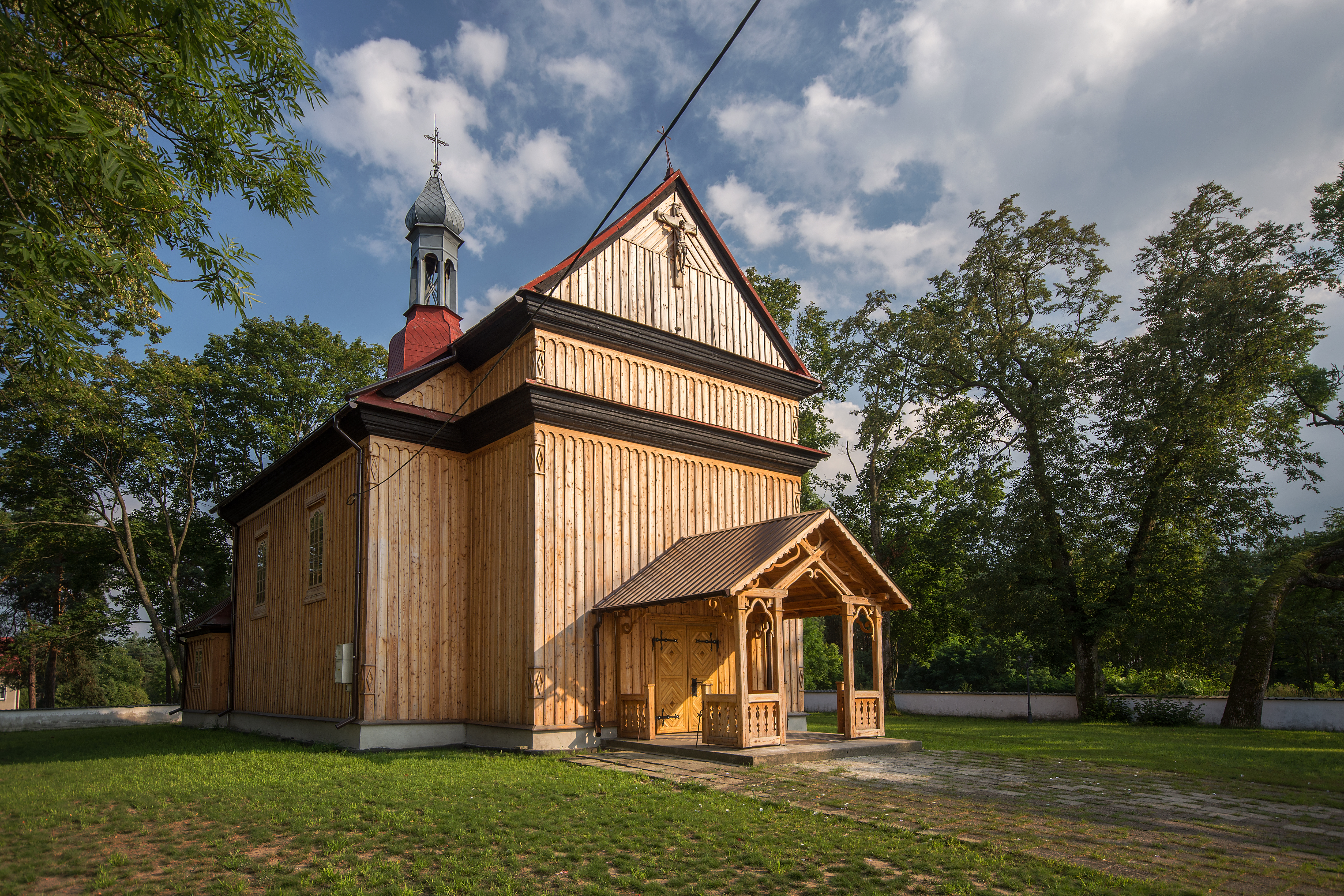
Fronton z ryzalitem i gankiem
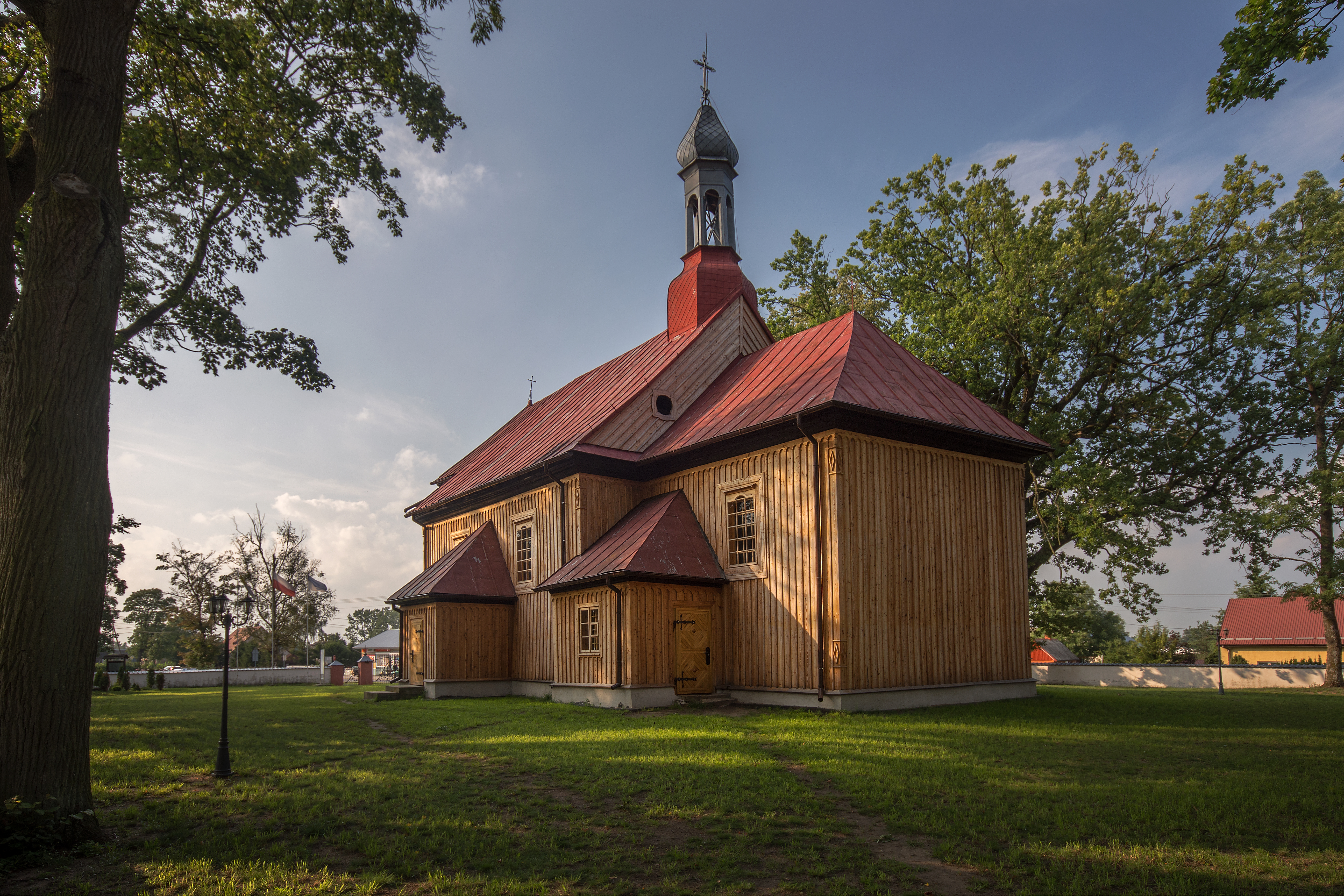
Widok od strony prezbiterium
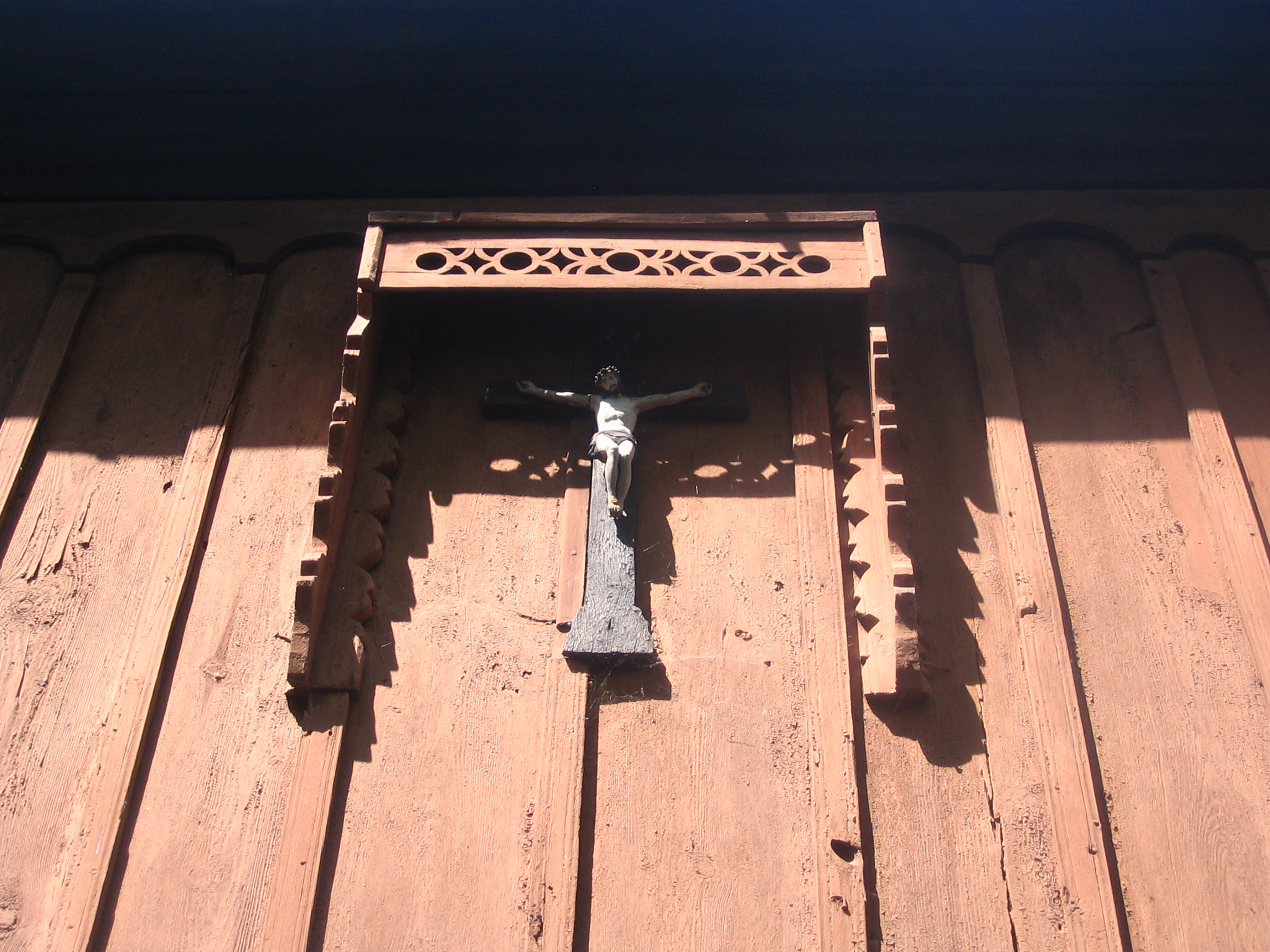
Jeden z krucyfiksów na kościele